# Јусуф Празина
Јусуф Јука Празина (Сарајево, 7. септембар 1963 — Епен, 4. децембар 1993) је био предратни сарајевски криминалац, ратни заповедник муслиманских паравојних формација од којих је касније састављана Армија РБиХ, а касније и припадник хрватских паравојних формација.

## Биографија
Сарајевски криминалац, насилник и делинквент, осуђиван и затваран више пута, осамдесетих година се укључује у организовани криминал као добро познат члан подземља, водећи властиту банду за рекетирање. У марту 1992. године своју банду ставља у службу муслиманског војног врха у Сарајеву и као заповедник властите паравојне формације под називом „Јукини вукови“, учествује у масакру припадника ЈНА током договореног повлачења у Добровољачкој улици 2. и 3. маја 1992. године.
У периоду од зачећа рата у коме је учествовао, до бега из Сарајева у октобру 1992. године, Јука Празина наставља јавно са својим криминалним активностима под изговором да брани Сарајево од „великосрпске“ агресије. У овом периоду му се приписују многобројне пљачке предузећа и складишта без надзора у делу Сарајева под контролом муслимана, која су због почетка рата зауставила рад и била напуштена.

## Оптужбе за ратне злочине
Министарство унутрашњих послова Србије расписало је због ратног злочина потерницу за 19 лица осумњичених за напад на касарну и болницу у Сарајеву и војну колону у Добровољачкој улици 2. и 3. маја 1992. године, међу којима је и Јусуф Јука Празина.
Поред овог злочина, Јуки се приписују и многи други злочини над Србима у Сарајеву под контролом муслимана 1992. године, и над Муслиманима у западној Херцеговини 1993. године.
Јуки се приписује и злостављање и пљачкање српских цивила и домаћинстава у Славонији 1991. године, као и убиство Предрага Мочевића званог Тарзо пред сам почетак рата у Сарајеву.
Јусуфу Јуки Празини се приписује и организовање приватних логора за Србе на подручју Алипашиног поља у Сарајеву, на тргу ЗАВНОБИХ-а 27 и 21, затим у дечјем обданишту "Младен Стојановић" на углу улица Скерлићеве и Мустафе Голубића, те у дечјем обданишту на Кошеву, преко пута кафане „Шеталиште“ током 1992. године.
У извештају Комитета за прикупљање података о извршеним злочинима против човјечности и међународног права бивше Савезне Републике Југославије наведено је да је посебну улогу у масакру над колоном војника ЈНА у Добровољачкој улици имао Јука Празина.
Празина, „познати сарајевски криминалац“, наводи се у извештају, на почетку рата је формирао јединицу "Зелене беретке", која је у 1992. години имала 2.300 људи под оружјем. У Сарајеву су имали 35 база са логорима, у којима су масовно убијани Срби. Јусуф Празина, још се наводи у извештају, напустио је Сарајево крајем октобра 1992. године, а затим је убијен у Белгији.
Иако сам се увек сматрао Хрватом југословенске тенденције, моје јеврејско порекло по мајци, коју практично нисам ни упознао, као да ме је на неки мистичан начин гонило према суочавањима са предрасудама свих врста. Када је почело рушење Југославије, ради моје југословенске оријентације, многи су ме у Сарајеву сматрали „просрпским елементом“, а ја сам видео да Србе чека некадашња судбина Јевреја. Негде у мају 1992. године, случајно сам био сведок масакра који су Алијине паравојне јединице, којима је руководио Јука Празина, извршиле над војницима ЈНА у Добровољачкој улици. Војници ЈНА су, уз то, били ненаоружани, јер је то био део споразума са Алијом Изетбеговићем о повлачењу ЈНА. Тада сам одлучио да се ангажујем на расветљавању праве истине о догађајима у Сарајеву— Др Емил Влајки